# Бекан (Мексика)
Бекан (Becán) — археологический памятник цивилизации майя. Находится в центральной части полуострова Юкатан, на территории современного мексиканского штата Кампече, примерно в 150 км к северу от Тикаля. Вблизи находятся руины таких известных городов майя, как Баламку, Калакмуль, Чиканна и Шпухиль. Название Becan памятнику дали археологи; на юкатекском языке оно означает «ров (или каньон), образованный водой», в связи с тем, что Бекан окружает искусственный ров.
Согласно археологическим свидетельствам, Бекан был заселён в середине доклассического периода около 550 г. до н. э., и несколько столетий спустя, в конце доклассического периода, вырос и стал крупным церемониальным центром. Население стало сокращаться, а масштаб сооружений — уменьшаться в начале классической эры (около 250 г. н. э.), хотя в это время Бекан всё ещё оставался важным центром, и в нём обнаружены предметы из Теотиуакана. В это время вокруг города была сооружена система рвов и валов. Площадь рва, окружающего город, составляет около 25 гектаров. Около 500 г. н. э. население вновь резко возросло, было сооружено много новых крупных зданий, в основном в стиле Рио-Бек. Около 830 г. сооружение крупных зданий и элитных сооружений остановилось. Хотя керамика свидетельствует о том, что город ещё был населён какое-то время, однако население постепенно уменьшается, и окончательно Бекан был заброшен около 1200 г. н. э..

Открытие города произошло в 1934 году американскими археологами Карлом Руппертом и Джоном Денисоном. Именно они дали поселению имя «Бекан», что означает «ров, образованный водой». Причина этому — искусственный овраг, окружающий город.
- Сооружение IV. Дворец
- Вид внутри рва
- Майяский бог (Ицамна)
- Пирамида в Бекане
- Пирамида на закате
- Строение
- Лестница